# Derivata di Lie
In matematica, la derivata di Lie, così chiamata in onore di Sophus Lie da parte di Władysław Ślebodziński, calcola la variazione di un campo vettoriale, più in generale di un campo tensoriale, lungo il flusso di un altro campo vettoriale.
L'idea base della derivata di Lie è quella di confrontare due tensori, uno l'evoluto dell'altro, lungo una stessa curva che è soluzione di un opportuno campo vettoriale e facendo il limite per lo spostamento infinitesimale.
Tale derivata è strettamente correlata con l'idea che sottende la derivata di una sezione lungo una curva.

## Definizione
Sia {\displaystyle M} una varietà differenziabile, {\displaystyle X} un campo vettoriale su {\displaystyle M}, {\displaystyle T} un campo tensoriale qualsiasi anch'esso su {\displaystyle M}.
La derivata di Lie di {\displaystyle T} lungo {\displaystyle X} è il campo tensoriale così definito:
{\displaystyle {\mathcal {L}}_{X}T=\lim _{t\to 0}{\frac {1}{t}}(\Phi _{t}^{*}T-T)={\frac {d}{dt}}(\Phi _{t}^{*}T)}
con {\displaystyle \Phi _{t}^{*}T} si intende il pull-back di {\displaystyle T} lungo la mappa {\displaystyle \Phi _{t}} che coincide con il flusso di {\displaystyle X}. {\displaystyle T} è un campo tensoriale qualsiasi, in particolare vale anche nel caso {\displaystyle (0,0)}, cioè quando è una funzione {\displaystyle f:M\to \mathbb {R} }.

## Casi particolari
Sia {\displaystyle M} una varietà differenziabile m-dimensionale, {\displaystyle X} un opportuno campo vettoriale su {\displaystyle M}, {\displaystyle x^{i}} un sistema di coordinate su {\displaystyle M}, con {\displaystyle i=1,...,m}. La notazione {\displaystyle X^{i}} indica la componente i-esima del campo vettoriale {\displaystyle X} rispetto alla base naturale indotta dal sistema di coordinate, e lo stesso discorso vale per i campi tensoriali {\displaystyle T} con la notazione {\displaystyle T_{j_{1}\cdots j_{q}}^{i_{1}\cdots i_{p}}}.
- Nel caso della derivata di Lie di una funzione scalare su {\displaystyle M} il pull-back coincide con la composizione di funzione tra {\displaystyle f} e la mappa {\displaystyle \Phi _{t}}:

{\displaystyle \Phi _{t}^{*}f=f\circ \Phi _{t}=f(\Phi _{t}(x))}
derivando rispetto a {\displaystyle t} si ottiene:
{\displaystyle {\mathcal {L}}_{X}T={\frac {d}{dt}}(\Phi _{t}^{*}f)=(df)_{i}X^{i}={\frac {\partial f}{\partial x^{i}}}X^{i}}
con {\displaystyle df} si intende il differenziale, o la derivata esterna, di {\displaystyle f}.
Se ora si indica con {\displaystyle {\mathcal {F}}(M)} l'algebra delle funzioni definite su {\displaystyle M}, allora:
{\displaystyle {\mathcal {L}}_{X}({\mathcal {F}}(M)):{\mathcal {F}}(M)\to {\mathcal {F}}(M)}.
- Derivata di Lie per un campo tensoriale {\displaystyle T} di tipo {\displaystyle (p,q)} su {\displaystyle M}:

{\displaystyle ({\mathcal {L}}_{X}T)_{j_{1}\cdots j_{q}}^{i_{1}\cdots i_{p}}={\frac {\partial T_{j_{1}\cdots j_{q}}^{i_{1}\cdots i_{p}}}{\partial x^{k}}}X^{k}-T_{j_{1}\cdots j_{q}}^{ri_{2}\cdots i_{p}}{\frac {\partial X^{i_{1}}}{\partial x^{r}}}-\cdots -T_{j_{1}\cdots j_{q}}^{i_{1}\cdots i_{p-1}r}{\frac {\partial X^{i_{p}}}{\partial x^{r}}}+T_{s\cdots j_{q}}^{i_{1}\cdots i_{p}}{\frac {\partial X^{s}}{\partial x^{j_{1}}}}+\cdots +T_{j_{1}\cdots s}^{i_{1}\cdots i_{p}}{\frac {\partial X^{s}}{\partial x^{j_{q}}}}}
Anche in questo caso se si indica con {\displaystyle {\mathcal {X}}_{q}^{p}(M)} lo spazio vettoriale su {\displaystyle \mathbb {R} }, o come modulo sull'anello {\displaystyle {\mathcal {F}}(M)}, dei campi tensoriali {\displaystyle (p,q)} su {\displaystyle M} allora:
{\displaystyle {\mathcal {L}}_{X}({\mathcal {X}}_{q}^{p}(M)):{\mathcal {X}}_{q}^{p}(M)\to {\mathcal {X}}_{q}^{p}(M)}.

## Proprietà
La derivata di Lie gode di molte proprietà:
- Linearità. Siano {\displaystyle \lambda \in \mathbb {R} } e {\displaystyle T,R} dei campi tensoriali {\displaystyle (p,r)} su {\displaystyle M}. Allora:

{\displaystyle {\mathcal {L}}_{X}(T+R)={\mathcal {L}}_{X}T+{\mathcal {L}}_{X}R}
{\displaystyle {\mathcal {L}}_{X}(\lambda T)=\lambda {\mathcal {L}}_{X}T}
- Regola di Leibniz. Siano {\displaystyle f:M\to \mathbb {R} } e {\displaystyle T,R} campi tensoriali su {\displaystyle M}. Allora:

{\displaystyle {\mathcal {L}}_{X}(fT)=({\mathcal {L}}_{X}f)T+f({\mathcal {L}}_{X}T)}
{\displaystyle {\mathcal {L}}_{X}(T\otimes R)=({\mathcal {L}}_{X}T)\otimes R+T\otimes ({\mathcal {L}}_{X}R)}
- Sia {\displaystyle \omega } una q-forma differenziale su {\displaystyle M}, allora

{\displaystyle {\mathcal {L}}_{X}(d\omega )=d({\mathcal {L}}_{X}\omega )}
- Formula di Cartan, o formula magica di Cartan, relativa a q-forme differenziali:

{\displaystyle {\mathcal {L}}_{X}\omega =i_{X}d\omega +d(i_{X}\omega )}
dove {\displaystyle i_{X}\omega } denota il prodotto interno e {\displaystyle d} la derivata esterna.Vale anche nel caso {\displaystyle \omega =f:M\to \mathbb {R} } ponendo per definizione {\displaystyle i_{X}f=0} per ogni campo vettoriale {\displaystyle X}.
- Identità di Jacobi:

{\displaystyle {\mathcal {L}}_{X}({\mathcal {L}}_{Y}T)-{\mathcal {L}}_{Y}({\mathcal {L}}_{X}T)={\mathcal {L}}_{{\mathcal {L}}_{X}Y}T}

## Derivata di Lie di un campo vettoriale
La derivata di Lie di un campo vettoriale {\displaystyle X} rispetto ad un altro campo vettoriale {\displaystyle Y} su una varietà {\displaystyle M} è definita con la notazione {\displaystyle [X,Y]} che prende il nome di parentesi di Lie e per definizione coincide con la derivata di Lie, cioè:
{\displaystyle [X,Y]={\mathcal {L}}_{X}Y}
Se ora si considera un sistema di coordinate {\displaystyle x^{i}} su {\displaystyle M} e {\displaystyle \partial /\partial x^{i}} la rispettiva base indotta sul tangente di {\displaystyle M}, {\displaystyle TM}, allora il campo vettoriale {\displaystyle X} si scrive:
{\displaystyle X=X^{i}{\frac {\partial }{\partial x^{i}}}}
e la parentesi di Lie tra i campi vettoriale in coordinate assume il seguente aspetto:
{\displaystyle [X,Y]=\left(X^{j}{\frac {\partial Y^{i}}{\partial x^{j}}}-{\frac {\partial X^{i}}{\partial x^{j}}}Y^{j}\right){\frac {\partial }{\partial x^{i}}}}
Questa scrittura rende evidente la relazione:
{\displaystyle [X,Y]=-[Y,X]}
e rende più comprensibile la proprietà sopra indicata con il nome di identità di Jacobi, infatti:
{\displaystyle [X,[Y,Z]]-[Y,[X,Z]]=[[X,Y],Z]}
dove {\displaystyle Z} rappresenta un altro campo vettoriale su {\displaystyle M}. Grazie a queste relazione lo spazio vettoriale dei campi vettoriali su {\displaystyle M}, indicato con {\displaystyle Vett(M)}, con l'operazione {\displaystyle [,]} risulta essere un'algebra di Lie.